# 小眼薄鳅
小眼薄鳅（学名：Leptobotia microphthalrna）为輻鰭魚綱鯉形目沙鳅科薄鳅属的鱼类，俗名竹叶鱼、高梁鱼，為溫帶淡水魚。分布于岷江干流中下游和大渡河下游等。该物种的模式产地在乐山大渡河口。

## 扩展阅读
維基物種上的相關：小眼薄鳅